# Basil Henry Moody
Basil Henry Moody (ur. 19 stycznia 1898 w Kapsztadzie, zm.?) – porucznik Royal Flying Corps, as myśliwski No. 1 Squadron RAF.
Basil Henry Moody urodził się w Kapsztadzie w Afryce Południowej. Służbę w RFC rozpoczął w 1917 roku, 11 października został promowany na stopień oficerski. 23 kwietnia 1918 roku został przydzielony do No. 1 Squadron RAF.
Pierwsze zwycięstwo powietrzne odniósł 27 maja 1918 roku. Było to zwycięstwo nad samolotem obserwacyjnym odniesione grupowo i zaliczone także innym pilotom jednostki: Percy Jack Clayson, Duerson Knigh, Ernest Tilton Sumpter Kelly i Harold Albert Kullberg. Ostatnie podwójne zwycięstwo 28 października wraz z Douglasem Cameronem. W okolicach Trelon zestrzelili dwa niemieckie samoloty Fokker D.VII. W jednostce pozostało do lutego 1919 roku.